# Františkánský tis
Františkánský tis je památný tis červený, jeden z nejstarších památných stromů hlavního města Prahy. Roste v rajském dvoře novoměstského františkánského kláštera u kostela Panny Marie Sněžné v historickém centru. Pro veřejnost není zvenku viditelný ani běžně přístupný.

## Základní údaje
- název: Františkánský tis, Tis červený v Rajském dvoře u Františkánů
- výška: 6 m[1], 6,5 m (~2001)[3]
- obvod: 243 cm (pata kmene) + 102, 60, 75, 40 a 75 cm[1], 3× 85 cm (~2001)[3]
- věk: 400 let[2][3], 600 let[4]
- sanace: 17. září 2002 (základní zdravotní řez)[4]

## Stav stromu a údržba
Vzrůst je keřovitý, široce rozložitý, Středový (nejstarší) kmen je odumřelý, vrchní část chybí a nahrazuje jej dřevěná soška Panny Marie. Kolem vybíhají tenčí kmeny s obvodem do 100 cm. Roku 2002 došlo na ošetření formou prořezu, na přání františkánů byly odstraněny pouze větve, které byly suché nebo rostly do sochy a to tak, aby socha zůstala ukrytá ve větvích.

## Historie a pověsti
Strom je považovaný za jeden z nejstarších stromů v Praze. Až do vyhlášení Dubu Karel v Kolodějích, který dosahuje podobného věku, byl označován i jako zcela nejstarší pražský strom. Tis zřejmě při založení zahrady vysadili františkáni, kteří klášter využívali od roku 1603.

## Další zajímavosti
Tisu byl věnován prostor v pořadu České televize Paměť stromů, konkrétně v dílu č. 2, Pražské památné stromy.

## Památné a významné stromy v okolí
- Lípa u Karlova mostu
- Platan javorolistý na Karlově náměstí